# Mega Lo Mania
Mega Lo Mania – gra komputerowa z gatunku RTS. 
Rozgrywka toczy się na planszy o wymiarach 4x4 (maksymalnie 16 pól), celem jest militarna eksterminacja przeciwników. Występuje postęp techniczny (od kamieni po bomby atomowe). Rozgrywka polega głównie na przydziale ludzi do:
- wydobywania surowców
- rozmnażania
- budowania broni
- budowania budynków
- armii (przydzielanie odpowiedniej broni, a następnie wysyłanie jej do ataku lub zajęcia kolejnego pola).
- obrony bazy - 4 stanowiska, które można obsadzić obrońcami, plus 2 lub 3 stanowiska na każdy dodatkowy budynek (kopalnia, fabryka, laboratorium)

Nad armią w trakcie ataku nie ma się kontroli, można tylko wycofać żołnierzy z bitwy.
Jako pierwsza gra na Amigę miała digitalizowaną mowę ludzką (komentarze wymawiane przez komputerowych przeciwników).
Została też wydana na Sega Genesis pod nazwą Tyrants: Fight Through Time.
Została wydana wersja otwarta na PC pod nazwą GigaLoMania, jednakże z powodu braku zgody właściciela praw autorskich nie posiada ona grafiki ani dźwięków pierwowzoru.